# Zayante (Californie)
Zayante est une census-designated place du comté de Santa Cruz, dans l'État de Californie, aux États-Unis,. En 2020, elle compte une population de 729 habitants.